# Gjesdal
Gjesdal er en kommune i Rogaland fylke i Norge hvis administration ligger i byen Ålgård. Den grænser i nordvest mod Sandnes, i nord mod Forsand, i øst mod Sirdal i Vest-Agder, i syd mod Bjerkreim, og i vest mod Time.
Gjesdal er regnet som en del af Høj-Jæren. Gjesdal kommune er en fjeld- og indlandsbygd som ligger i overgangen mellem Jæren og Dalane, ca. 30 km sydøst for Stavanger.
Arealfordeling: jordbrug: 6 %, produktiv skov: 5 %, ferskvand: 8 %, andet areal: 81 %.
Kommunecenteret Ålgård ligger ved E39, 15 km fra Sandnes. Ca. 75 % af indbyggerne bor her. 35% af kommunens indbyggere er under 18 år, hvilket giver kommunen den gennemsnitlig yngste befolkning i Norge.
Den ugentlige lokalavis for Gjesdal er Gjesdalbuen. «Gjesdalbu» er en betegnelsen for en som kommer fra Gjesdal kommune.

## Geografi
Gjesdal præges af to typer naturlandskab. I vest ligger Gjesdal i udkanten af Jæren er landskabet kuperet. Syd og sydøst for Ålgård ligger der flere søer som Limavatnet og Edlandsvatnet. Begge disse har tilløb fra andre mindre søer og Limavatnet løber ud i Edlandsvatnet ved Vaula Bro. I den sydlige ende af Edlandsvatnet ligger Langevatn hvor Langevannsverket forsyner nordjæren inklusiv Sandnes og Stavanger med vand fra vandkilder i Gjesdal og Bjerkreim kommune. Figgjo-elven kommer fra Edlandsvatnet og løber først nordover før den bøjer vest og ud på Jæren.
Man skal ikke langt østover i kommunen før jærlandskabet erstattes af fjeld og dale. Dalen i Oltedal går fra vest mod øst før den bøjer nordover og ud i Høgsfjord. Oltedalsvatnet er magasin for Oltedal Kraftverk og længere nede Oltesvik Kraftverk. I den østlige del af Oltedalsvatnet løber elven fra Madland ud i søen ved Ravndal. Øst for Oltedal ligger Dirdal og Gilja som ligger i en dal som strækker sig via Byrkjedal og Øvstebø til Hunnedalen. Ved Byrkjedal ligger Gloppedalsura, Nord-Europas største stenur. Elven løber her fra Hunnedalen til Høgsfjorden ved Dirdal. Lige nord for denne dal ligger Frafjord som nu er forbundet med tunnel. Øverst i dalen munder Måndalen og Brådlandsdalen ud, og Månafossen, Rogalands højeste foss, ligger ved Eikeskog. Frafjordselva løber ligesom med Dirdalselven og Oltedalselven også ud i Høgsfjorden. Frafjordheiene er beskyttet af naturfredning.

## Næringsliv
I dag er det kun Gjestal Spinneri på Oltedal som er tilbage af uldvareindustrien som byerne Ålgård og Oltedal er voksed op omkring. På Gilja ligger Gilje Træ som producerer vinduer og derrdøre.
Områdets geografi gør at vand er en vigtig råvare,´på linje med ulden. Langevannsverket leverer drikkevand, mens Oltedal Kraftverk, Oltesvik Kraftverk og Maudal Kraftverk leverer strøm. Dertil er der bygget turbiner i Langevannsverket og i DFUs anlegg.
Nyt industriområde er under opbygning på Skurve omkring tre kilometer syd for Ålgård.
Gjesdal har nogle af de mest besøgte turistmål i Rogaland i Kongeparken, Byrkjedalstunet og Månafossen.

## Kommunikasjon
Den indre gren af den vestlandske hovedvej blev i 1866–1869 ført frem til Ålgård. Før dette var det en kompliseret sag at rejse til Ålgård fra Sandnes. I en opfordring til staten fra kommunestyret i marts 1922, opfordrede de til en opjustering af Oltedalsvejen mellem Vaula Bru og Oltesvik, omtalt som «denne elendige veien». Vejen fik efterhånden højeste prioritet og kommunen afsatte penge til at sætte arbeidet. Dette arbejdet i gang, og det fortsatte fortsatte til ind i 1930'erne.
Tidligere hadde Ålgård jernbaneforbindelse til Ganddal og Sandnes, men Ålgårdbanen er nedlagt.
58°47′02″N 6°19′01″Ø / 58.78389°N 6.31694°Ø